# Twotino
En astronomie, un twotino est un objet transneptunien de la ceinture d'Edgeworth-Kuiper qui orbite autour du Soleil en résonance 1:2 avec Neptune. Cela signifie qu'il fait une fois le tour du Soleil pendant que Neptune le fait deux fois. 

## Étymologie
Le nom, emprunté à l'anglais, est un mot-valise formé de two (en français : « deux »), et plutino (en français : « petits plutons ») et désigne les objets en résonance 1:2 avec Neptune.

## Études
La connaissance du nombre de twotinos pourrait révéler si Neptune a mis environ 1 million ou 10 millions d'années à migrer à 7 UA de son lieu de formation.

## Exemples de twotino
- (20161) 1996 TR66
- (26308) 1998 SM165
- (612051) 1997 SZ10
- (137295) 1999 RB216
- (130391) 2000 JG81
- (119979) 2002 WC19